# Firmin Ndombe Mubele
Firmin Ndombe Mubele (* 17. dubna 1994) je fotbalový útočník a reprezentant z Demokratické republiky Kongo. Od roku 2010 působí v klubu AS Vita Club.

## Klubová kariéra
Firmin Ndombe Mubele hraje fotbal ve své vlasti od roku 2013 v klubu AS Vita Club.

## Reprezentační kariéra
V A-mužstvu DR Kongo debutoval v roce 2013.
Zúčastnil se Afrického poháru národů 2015, kde s týmem získal bronzovou medaili.